# دوردي يوفانوفيتش (كاتب)
دوردي يوفانوفيتش (بالصربية: Đorđe Jovanović؛ ولد عام 1909 – وتوفي عام 1943) كان كاتبًا وشاعرًا صربيًا.

## السيرة الذاتية
ولد يوفانوفيتش في بلدة برشين الواقعة ضمن مملكة صربيا عام 1909.  
درس في مدرسة كراغوييفاتس للقواعد وأكمل دراسته في بلغراد. انضم لاحقًا إلى الحركة العمالية الثورية وأصبح عضوًا في الحزب الشيوعي اليوغوسلافي.  
كتب قصائد وقصصًا قصيرة مستوحاة من معاناة الطبقة العاملة.
خلال الحرب العالمية الثانية، شارك في حركة المقاومة اليوغوسلافية ضد قوى الاحتلال. في عام 1943، تم القبض عليه من قبل السلطات الألمانية وأُعدم رمياً بالرصاص.

## أعماله
كتب يوفانوفيتش قصائد وقصصًا قصيرة تناولت بشكل رئيسي معاناة وظروف العمال والفلاحين. رغم قصر مسيرته الأدبية بسبب وفاته المبكرة، ترك تأثيرًا مهمًا في الأدب الثوري الصربي.